# 1979 في ألمانيا
فيما يلي قوائم الأحداث التي وقعت خلال عام 1979 في ألمانيا.

## سياسة

### تعيين في المنصب
- 1 يناير – كورت بيك عضو مجلس الشورى الموحد في راينلاند بالاتينات.
- 1 يوليو – كارل كارستنز رئيس ألمانيا.

### انتهاء فترة المنصب
- 31 مايو – كارل كارستنز رئيس البوندستاغ.
- 30 يونيو – فالتر شيل رئيس ألمانيا.

## رياضة
- 29 يوليو – جائزة ألمانيا الكبرى 1979 الفائز آلان جونز.

## ظهور
- 1 يناير – جنكيز خان

## أفلام
من الأفلام التي صدرت هذه السنة في ألمانيا:
- 1 يناير – سلالة من إخراج تيرينس يونغ.
- 1 يناير – طبل الصفيح من إخراج فولكر شلوندورف.

## كتب
من الكتب التي صدرت هذه السنة في ألمانيا:
- 1 يناير – قصة بلا نهاية من تأليف ميشائيل إنده.

## مواليد

### يناير
- 1 يناير – أولريكه ألموت زانديج كاتبة ألمانية.
- 1 يناير – إريك مولر
- 4 يناير – دانيال إيلسنر لاعب كرة مضرب ألماني.
- 4 يناير – كيفن كوسكي
- 5 يناير – ديفيد كوب درّاج طريق ألماني.
- 7 يناير – كريستيان ليندنر سياسي ألماني.
- 9 يناير – فيرينا جوس درّاجة طريق ألمانية.
- 31 يناير – فيليكس ستورم ملاكم ألماني.

### فبراير
- 6 فبراير – أليس فايدل
- 19 فبراير – رينيه رينو لاعب كرة قدم ألماني.

### مارس
- 9 مارس – كريستيان فريدل

### أبريل
- 5 أبريل – تيمو هيلدبراند لاعب كرة قدم ألماني.
- 10 أبريل – نيلز ميتمان لاعب كرة سلة ألماني.
- 26 أبريل – فريدون زندي لاعب كرة قدم إيراني.
- 27 أبريل – كيسي كالفاري لاعب كرة سلة أمريكي.

### مايو
- 9 مايو – يان دريس رياضي ألماني.
- 16 مايو – أنجيليكا باخمان لاعبة كرة مضرب ألمانية.
- 16 مايو – ماتياس كيسلر درّاج طريق ألماني.
- 17 مايو – غريغور ماير
- 29 مايو – آرنه فريدريش لاعب كرة قدم ألماني.
- 30 مايو – فابيان إرنست لاعب كرة قدم ألماني.

### يونيو
- 14 يونيو – قسطنطين شرايبر صحفي ألماني.
- 22 يونيو – ساندرا كلوسل لاعبة كرة مضرب ألمانية.
- 23 يونيو – ليندا فروليش لاعبة كرة سلة ألمانية.

### أغسطس
- 10 أغسطس – لورا شنايدر ممثلة ألمانية.
- 12 أغسطس – زلاتان بايراموفيتش
- 14 أغسطس – توبياس كليمنس لاعب كرة مضرب ألماني.
- 20 أغسطس – هاها
- 28 أغسطس – ماركوس برول لاعب كرة قدم ألماني.

### سبتمبر
- 4 سبتمبر – كيرستين قارفريكيس لاعبة كرة قدم ألمانية.
- 12 سبتمبر – اوزغور يلدريم
- 13 سبتمبر – مانويل فريدريش لاعب كرة قدم ألماني.
- 15 سبتمبر – سيباستيان لانغ
- 22 سبتمبر – مايكل غرازيادي ممثل أمريكي.

### أكتوبر
- 4 أكتوبر – بيورن فاو لاعب كرة مضرب ألماني.
- 6 أكتوبر – أوليفر بارث لاعب كرة قدم ألماني.
- 20 أكتوبر – كاتارينا شوتلر ممثلة ألمانية.
- 28 أكتوبر – جاود كريم

### نوفمبر
- 5 نوفمبر – باتريك أووموييلا لاعب كرة قدم ألماني.

## وفيات

### يناير
- 10 يناير – هاينريش كلينشروث (مواليد 1890) لاعب كرة مضرب ألماني.
- 26 يناير – فالديمار أوجوستيني (مواليد 1897) كاتب ومؤلف ألماني.

### فبراير
- 7 فبراير – يوزاف منغيله (مواليد 1911)

### أبريل
- 19 أبريل – فيلهلم بيترش (مواليد 1894) ضابط ألماني.
- 24 أبريل – ويلهلم كيلر (مواليد 1900) كاتب ومؤلف ألماني.

### يونيو
- 1 يونيو – فرنر فورسمان (مواليد 1904)
- 3 يونيو – أرنو شميدت (مواليد 1914) شاعر ألماني.

### يوليو
- 29 يوليو – هربرت ماركوزه (مواليد 1898) فيلسوف ألماني.

### أغسطس
- 6 أغسطس – فيودور لينن (مواليد 1911)
- 12 أغسطس – إرنست تشين (مواليد 1906)

### أكتوبر
- 2 أكتوبر – هانيلوره شماتز (مواليد 1940) متسلقة جبال ألمانية.

### ديسمبر
- 24 ديسمبر – رودي دوتشكه (مواليد 1940)
- 26 ديسمبر – هيلموت هاس (مواليد 1898) رياضياتي ألماني.